# О-оми
О-оми (яп. 大臣 о:оми, «великий оми») — наследственный титул одного из высших чиновников японского государства Ямато, наряду с титулом о-мурадзи. Главный советник и помощник яматосского монарха окими.

## История
Первые письменные упоминания об о-оми датируются VIII веком, однако существование этого титула японские летописи относят к I веку. В частности, оми упоминается в жизнеописании императора Сэйму. Историки отвергают столь раннее происхождение этого титула, датируя его происхождение концом V — началом VI века.
До средины VI века, в период становления государственного аппарата Ямато, титулы о-оми и о-мурадзи имел один человек, однако в конце VI века, во время правления императора Сусюна, практика совмещения титулов была прекращена. О-оми находились на вершине исполнительной вертикали власти государства Ямато и возглавляли так называемых «великих мужей» тайфу — провинциальную знать. О-оми избирались из обычных оми, глав провинциальных родов, которые прислуживали в доме монарха окими.
Титул первых о-оми имели главы аристократических родов Кацураги, Хэгури, Косэ — приближённые к монарху окими. Начиная с конца VI века этот титул узурпировал род Сога, основанный переселенцами с материка.
В результате уничтожения рода Мононобэ силами Сога во время религиозной войны титул о-оми стал единственным высшим аристократическим титулом, сместив с исторической сцены титул о-мурадзи.
После переворота Тайка 645 года титул о-оми был заменён должностями по китайскому образцу — левым и правым министром при Императоре Японии.